# Stridsvagn 103
El Stridsvagn 103 (Strv 103), o S-Tank, és un tanc de Suècia. És conegut pel seu disseny de torreta poc convencional. El resultat va ser un molt baix perfil de disseny amb èmfasi en la defensa i l'augment de nivell de protecció de la tripulació. Stridsvagn 103 va formar una part important de les forces armades de Suècia durant els anys 1970, 1980 i part dels anys 90, però des de llavors s'han retirat de servei en favor dels Leopard 2.
El disseny de la torreta s'ha de destacar que va ser construït per a combatre en terreny suec en un hipotètic atac soviètic.